# 바덴해

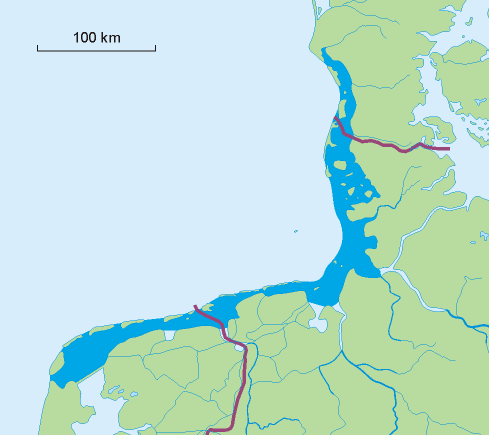
바덴 해

바덴해(네덜란드어: Waddenzee, 독일어: Wattenmeer, 저지 독일어: Wattensee / Waddenzee, 덴마크어: Vadehavet, 서프리슬란트어: Waadsee, 북프리슬란트어: di Heef)는 북해 남동부에 있는 바다이자 습지다.
네덜란드, 독일, 덴마크 3개국에 걸쳐 있으며 길이는 약 500km, 넓이는 약 10,000km2에 달한다. 조석 활동을 통해 형성된 넓은 갯벌로 유명하며 수많은 동물, 조류, 식물이 서식하고 있다.
1978년 네덜란드, 독일, 덴마크 정부가 바덴해 생태계 보호를 위한 공동 사업을 시작하면서 보호받고 있으며, 람사르 협약에 따른 습지로 지정해 있다. 2009년에는 네덜란드 바덴해 보호 구역, 독일 바덴해 국립공원이 유네스코가 지정한 세계유산 목록에 등재했고, 2014년에는 덴마크 바덴해 보호 구역이 유네스코 세계유산 목록에 추가로 등재했다.